# Blecua y Torres
Blecua y Torres è un comune spagnolo di 195 abitanti situato nella comunità autonoma dell'Aragona.

Fa parte della comarca della Hoya de Huesca.